# Ergebnisse der Kommunalwahlen in Linz
In den folgenden Listen werden die Ergebnisse der Kommunalwahlen in Linz aufgelistet. Es werden die Ergebnisse der Gemeinderatswahlen ab 1919 angegeben. Es werden alle Parteien aufgeführt, die mindestens bei einer Wahl wenigstens 1,95 Prozent der Stimmen erhalten haben. Das Feld der Partei, die bei der jeweiligen Wahl die meisten Stimmen bzw. Sitze erhalten hat, ist farblich gekennzeichnet.

## Parteien in der Ersten Republik
- CS: Christlichsoziale Partei
  - 1927 als EL
- DNSAP: Deutsche Nationalsozialistische Arbeiterpartei
  - 1927 als EL
  - 1931 als NSDAP: Nationalsozialistische Deutsche Arbeiterpartei Österreichs – Hitlerbewegung
- EL: Einheitsliste, Wahlbündnis von CS, Großdeutschen und Nationalsozialisten
- GDVP: Großdeutsche Volkspartei
  - 1919 als DFOP: Deutsche Freiheits- und Ordnungspartei, Wahlbündnis von GDVP und Landbund
  - 1927 als EL
  - 1931 als NWB: Nationaler Wirtschaftsblock und Landbund, Wahlbündnis von GDVP und Landbund
- HB: Heimatblock
- SDAPDÖ: Sozialdemokratische Arbeiterpartei Deutschösterreichs

## Parteien
- BZÖ: Bündnis Zukunft Österreich
- FPÖ: Freiheitliche Partei Österreichs
  - 1949: WdU
  - 1955: FWG
- FWG: Freiheitliche Wahlgemeinschaft → FPÖ
- GAL: Grün-Alternative Liste → Grüne
- Grüne: Die Grünen – Die Grüne Alternative
  - 1985: VGÖ und GALL
  - 1991: VGÖ und GAL
  - ab 1997: Grüne
- KLS: Kommunisten und Linkssoziale → KPÖ
- KPÖ: Kommunistische Partei Österreichs
  - 1945: KPÖ
  - 1949: LB
  - 1955: KPÖ
  - 1961 und 1967: KLS
  - ab 1973: KPÖ
- LB: Linksblock → KPÖ
- LiF: Liberales Forum → NEOS
- LINZ: LINZ PLUS - Liste Lorenz Potocnik, unabhängige Bürgerinnen und Bürger
- NEOS: Das Neue Österreich und Liberales Forum
  - 1997: LIF
  - ab 2015: NEOS
- MFG: MFG – Österreich Menschen – Freiheit – Grundrechte
- ÖVP: Österreichische Volkspartei
- SPÖ: Sozialdemokratische Partei Österreichs
- VGÖ: Vereinte Grüne Österreichs → Grüne
- WdU: Wahlpartei der Unabhängigen → FPÖ
- WANDL: Wandel

## Wählergruppen
- GALL: Grün-Alternative Liste Linz → Grüne
- M&N: Mensch und Natur

## Abkürzung
- k. A.: keine Angabe
- Wbt.: Wahlbeteiligung

## Gemeinderatswahlen in der Ersten Republik 1919 – 1933
Stimmenanteile der Parteien in Prozent
| Jahr | Wbt.  | SDAPDÖ | CS   | GDVP | HB  | DNSAP |
| ---- | ----- | ------ | ---- | ---- | --- | ----- |
| 1919 | k. A. | 55,3   | 28,2 | 16,5 | -   | -     |
| 1923 | k. A. | 48,6   | 26,3 | 15,7 | -   | 7,9   |
| 1927 | k. A. | 52,7   | 47,0 | CS   | -   | CS    |
| 1931 | k. A. | 51,0   | 22,7 | 9,4  | 9,2 | 6,7   |

Sitzverteilung
| Jahr | Gesamt | SDAPDÖ | CS | GDVP | HB | DNSAP |
| ---- | ------ | ------ | -- | ---- | -- | ----- |
| 1919 | 60     | 33     | 17 | 10   | -  | -     |
| 1923 | 60     | 30     | 16 | 10   | -  | 4     |
| 1927 | 60     | 32     | 28 | CS   | -  | CS    |
| 1931 | 60     | 32     | 14 | 5    | 5  | 4     |

## Gemeinderatswahlen
Stimmenanteile der Parteien in Prozent
| Jahr | Wbt. | SPÖ   | ÖVP   | KPÖ  | FPÖ   | Grüne1 | NEOS | M&N | BZÖ | MFG  | LINZ | Wandel |
| ---- | ---- | ----- | ----- | ---- | ----- | ------ | ---- | --- | --- | ---- | ---- | ------ |
| 1945 | 87,5 | 59,4  | 36,3  | 4,2  |       |        |      |     |     |      |      |        |
| 1949 | 94,7 | 42,4  | 24,0  | 4,9  | 28,1  |        |      |     |     |      |      |        |
| 1955 | 91,3 | 51,9  | 29,5  | 4,8  | 13,8  |        |      |     |     |      |      |        |
| 1961 | 87,3 | 52,5  | 31,1  | 3,6  | 12,8  |        |      |     |     |      |      |        |
| 1967 | 86,1 | 59,3  | 29,4  | 1,8  | 8,4   |        |      |     |     |      |      |        |
| 1973 | 86,7 | 56,2  | 32,5  | 2,2  | 8,5   |        |      |     |     |      |      |        |
| 1979 | 79,2 | 55,9  | 34,7  | 1,3  | 7,8   |        |      |     |     |      |      |        |
| 1980 | 64,7 | 58,4  | 29,2  | 2,5  | 9,7   |        |      |     |     |      |      |        |
| 1985 | 73,3 | 52,3  | 31,7  | 2,0  | 5,2   | 8,2    |      |     |     |      |      |        |
| 1991 | 73,4 | 44,8  | 24,7  | 0,9  | 19,4  | 10,3   |      |     |     |      |      |        |
| 1997 | 66,9 | 40,7  | 22,5  | 0,7  | 22,9  | 7,6    | 3,3  | 1,6 |     |      |      |        |
| 2003 | 65,8 | 53,4  | 23,6  | 1,5  | 8,6   | 11,7   |      |     |     |      |      |        |
| 2009 | 67,3 | 41,0  | 27,7  | 1,7  | 14,8  | 12,3   |      |     | 2,2 |      |      |        |
| 2015 | 67,8 | 32,02 | 20,14 | 2,37 | 24,89 | 14,84  | 4,91 |     |     |      |      |        |
| 2021 | 57,5 | 34,39 | 18,14 | 3,30 | 13,97 | 16,41  | 4,64 |     |     | 4,11 | 3,22 | 1,55   |

Sitzverteilung
| Jahr | Gesamt | SPÖ | ÖVP | KPÖ | FPÖ | Grüne | NEOS | M&N | BZÖ | MFG | LINZ | WANDL |
| ---- | ------ | --- | --- | --- | --- | ----- | ---- | --- | --- | --- | ---- | ----- |
| 1945 | 60     | 36  | 22  | 2   |     |       |      |     |     |     |      |       |
| 1949 | 60     | 26  | 14  | 3   | 17  |       |      |     |     |     |      |       |
| 1955 | 60     | 32  | 18  | 2   | 8   |       |      |     |     |     |      |       |
| 1961 | 60     | 32  | 19  | 2   | 7   |       |      |     |     |     |      |       |
| 1967 | 60     | 36  | 18  | 1   | 5   |       |      |     |     |     |      |       |
| 1973 | 60     | 34  | 20  | 1   | 5   |       |      |     |     |     |      |       |
| 1979 | 61     | 35  | 22  |     | 4   |       |      |     |     |     |      |       |
| 1980 | 61     | 36  | 18  | 1   | 6   |       |      |     |     |     |      |       |
| 1985 | 61     | 33  | 20  | 1   | 3   | 4     |      |     |     |     |      |       |
| 1991 | 61     | 29  | 15  |     | 12  | 5     |      |     |     |     |      |       |
| 1997 | 61     | 26  | 14  |     | 14  | 4     | 2    | 1   |     |     |      |       |
| 2003 | 61     | 34  | 15  |     | 5   | 7     |      |     |     |     |      |       |
| 2009 | 61     | 26  | 17  | 1   | 9   | 7     |      |     | 1   |     |      |       |
| 2015 | 61     | 20  | 12  | 1   | 16  | 9     | 3    |     |     |     |      |       |
| 2021 | 61     | 22  | 11  | 2   | 9   | 10    | 2    |     |     | 2   | 2    | 1     |

Fußnoten
1 Grüne:
1985: VGÖ: 5,5 %, 3 Sitze, GALL: 2,7 %, 1 Sitz
1991: VGÖ: 5,9 %, 3 Sitze, GAL: 4,4 %, 2 Sitze
ab 1997: Grüne